# Mangochi (district)
Mangochi is een district in de zuidelijke regio van Malawi. De hoofdstad van het district is Mangochi. Het district heeft een oppervlakte van 6273 km² en heeft een inwoneraantal van 610.239.
De stad Monkey Bay maakt deel uit van het district.